# Chacho
Eduardo González Valiño dit Chacho, né le 14 avril 1911 à Alonsotegi en Espagne et mort à La Corogne le 21 octobre 1979 dans la même ville, est un footballeur espagnol reconverti entraîneur.

## Biographie
Cet attaquant galicien pur sang, commence par jouer dans le grand club de sa région natale, le Deportivo La Corogne de 1927 à 1934. Il rejoint ensuite l'Atlético de Madrid (de 1934 à 1936), et rejoue ensuite pour finir sa carrière au Deportivo en 1936.
Avec l'équipe d'Espagne, il participe à la coupe du monde 1934 en Italie.